# Kresz Géza (orvos)

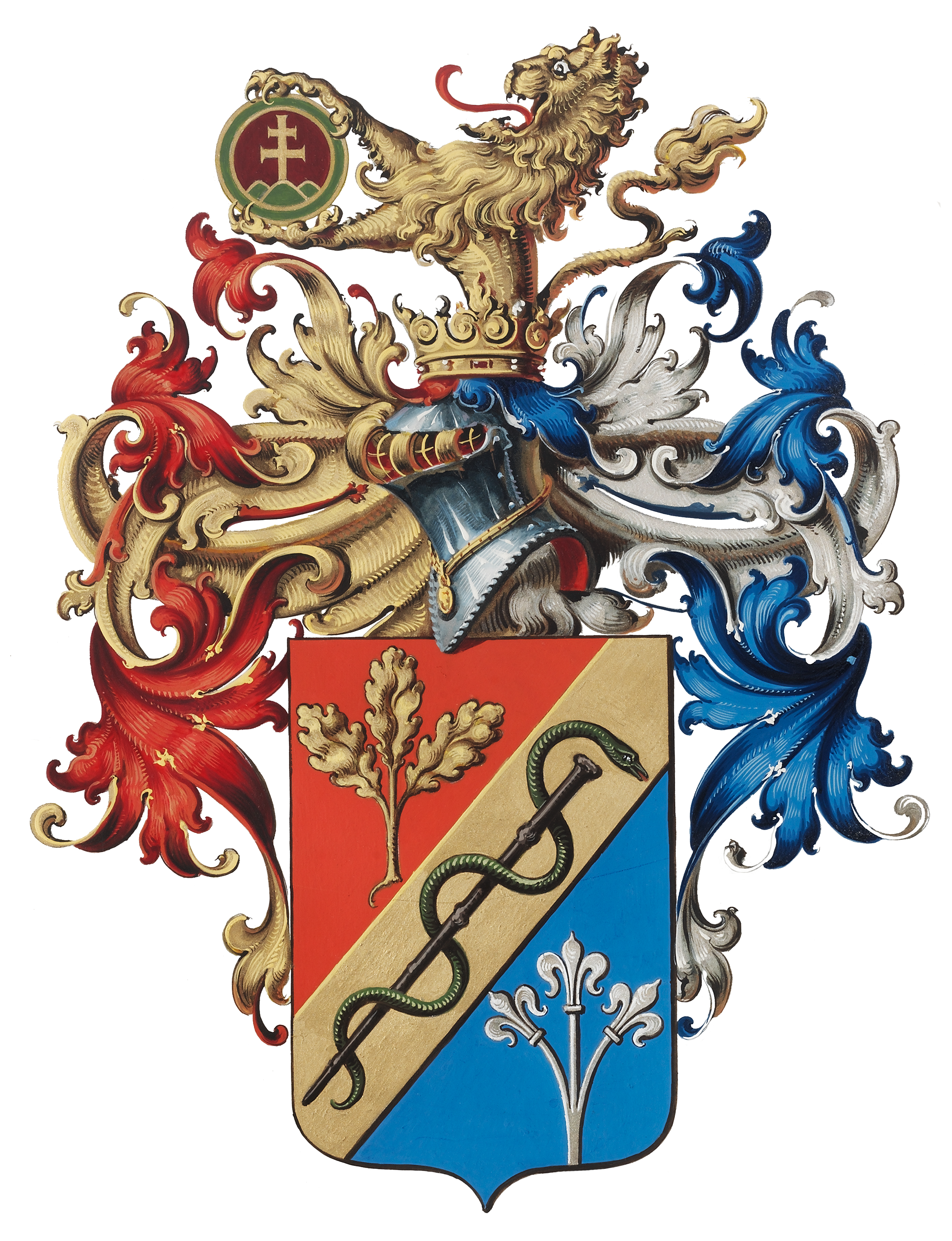
Kresz Géza nemesi címere

Szemlőhegyi Kresz Géza (Pest, 1845. augusztus 30. – Budapest, 1901. április 10.) magyar orvos, királyi tanácsos, a Ferenc József-rend lovagja, a Budapesti Önkéntes Mentőegyesület igazgatója. Kresz Géza hegedűművész és Kresz Károly közgazdász apja, Kresz Mária néprajzkutató nagyapja, Böckh Hugó geológus és Norah Drewett zongoraművész apósa.

## Családja
Német, evangélikus családból származik. Apja, Karl 1802-ben született a Lipcse melletti Merseburgban, aki testvérével fiatalon Magyarországra vándorolt, és Pesten jó nevű sebészorvos lett belőle. Szülei itt ismerkedtek és házasodtak össze, édesanyja Schwingenschlögel Katalin egy könyvkereskedő lánya volt. Öt gyermekük született, Géza volt a legfiatalabb. Csak ő választotta az orvosi pályát. Őt is és testvéreit is a Deák téri Evangélikus templomban keresztelték a német ajkú közösségben.
1877. június 25-én a belvárosi plébániatemplomban elvette Franz Xaver Franz müncheni kereskedő és Frankendorfer Eleonóra lányát, a nála 11 évvel fiatalabb Elzát (Erzsébet). Hat gyermekük született: Eleonora, Elza, Margit, Géza (1882), Ferenc (1883) és Károly (1886).

## Munkássága
1871-ben, a Pesti Királyi Tudományegyetemen szerzett orvosi diplomát. Előbb kerületi orvosként, majd tisztiorvosként működött a Belvárosban.
1879-ben felvették a Könyves Kálmán szabadkőműves páholyba, amelynek aktív tagja lett, s szabadkőműves testvérei segítségével sikerült a magyar mentésügyet kialakítania.
1885. november 1-jén a Ferenc József-rend lovagkeresztjével tüntették ki.
1887. május 10-én az ő kezdeményezésére alakult meg a Budapesti Önkéntes Mentőegyesület (BÖME), amelynek első igazgatója is ő volt. A Mentőegyletnek nagy szerepe volt az 1892-es budapesti kolerajárvány felszámolásában.
1892-ben Kresz Géza javasolta egy mentőmúzeum létrehozását.
Számos egészségügyi ismertető, felvilágosító könyvet írt.
Az orvoslás mellett 1869-ben az ő kezdeményezésére alakult meg a Pesti Korcsolyázó Egylet, aminek feladata az akkor Magyarországon még ismeretlen korcsolya-sport népszerűsítése volt.
Az 1896-os millenniumi kiállításon röntgenfelvételt készített Ferenc József kezéről.
A Budapesti Önkéntes Mentő Egyesület körül szerzett érdemei elismeréséül 1897. január 3-án királyi tanácsosi címet kapott.
A közegészségügy terén szerzett érdemei elismeréséül 1900. december 24-én, négy hónappal halála előtt nemesi címet kapott és vele a szemlőhegyi előnevet.

## Emlékezete
Emlékére Budapest XIII. kerületében utcát neveztek el és táblát avattak, valamint az ő nevét viseli a Mentőpalotában található Mentőmúzeum is. Domborművét 1935. október 19-én avatták fel a Mentőpalota Bihari János (akkori nevén Sólyom) utcai falán. 2012-ben, a Mentők 125. jubileumán a Bazilika mellett avattak emléktáblát az első mentőállomás helyén.
Nevét viseli a 2005. január 5-én felfedezett 242523-as sorszámú kisbolygó.
2020. június 20-tól december 12-éig a Lőkösháza-Budapest-Keleti viszonylatban közlekedő, 753-as számú Csanád InterCity vonat Kresz Géza InterCity néven közlekedett.
2020. december 13-án a Budapest-Keleti és Kaposvár között közlekedő 822-es és 825-ös számú vonat (korábban Zselic InterCity) kapta a Kresz Géza InterCity nevet.

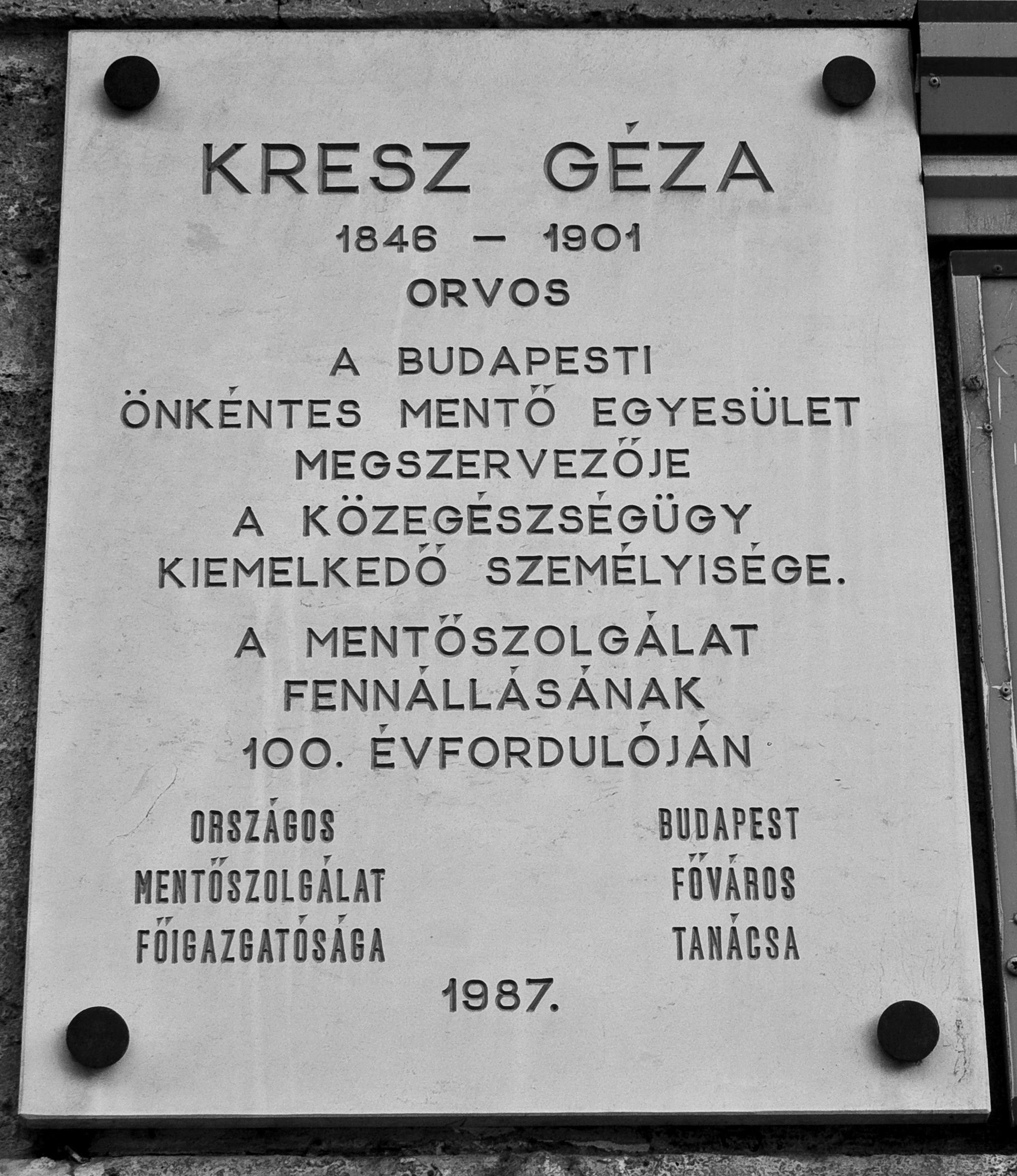
Emléktáblája a róla elnevezett utcában
Liber Endre, Budapest alpolgármestere beszél Kresz Géza emléktáblájának felavatásán
Emléktáblája a budapesti Mentőpalota falán
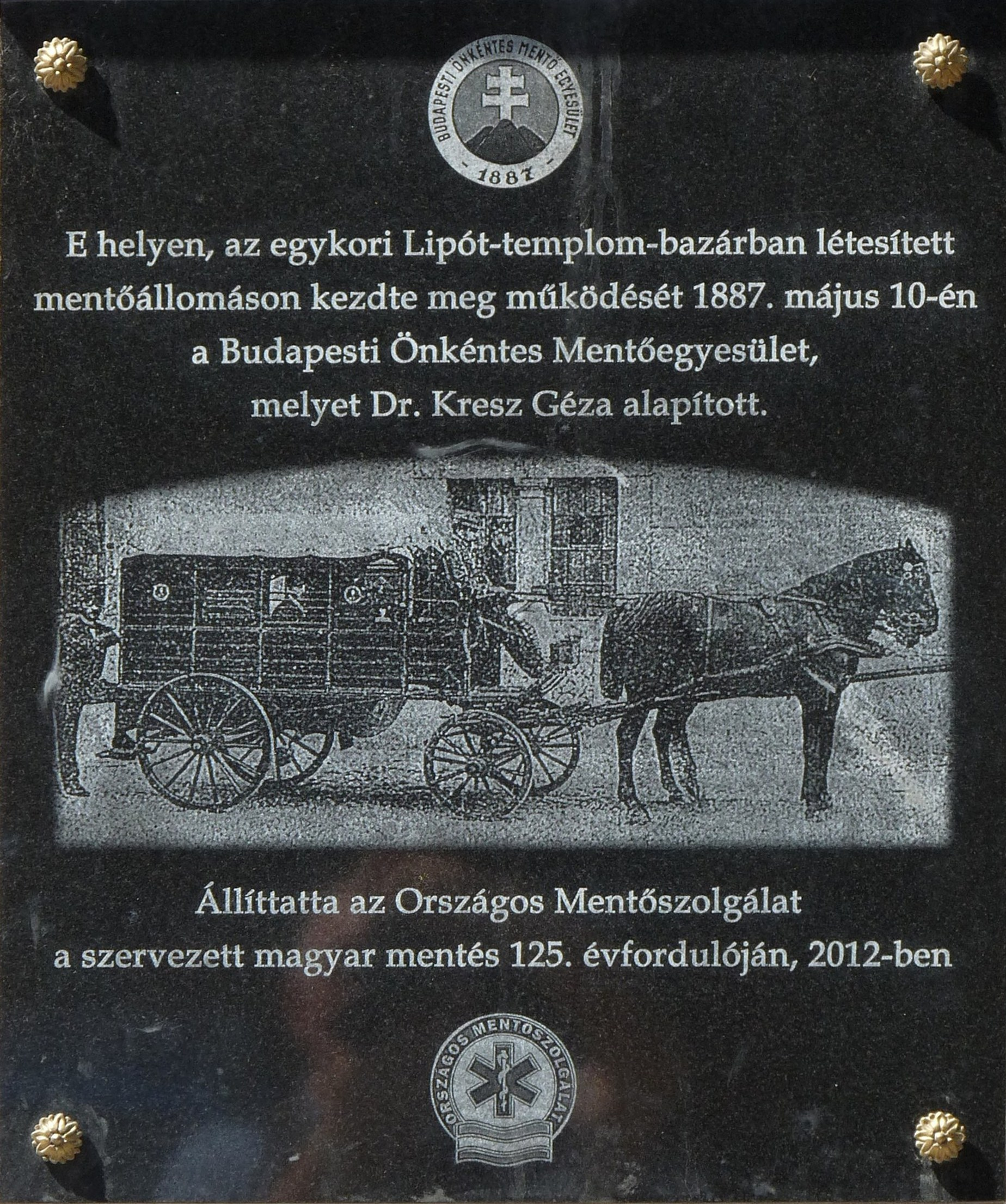
A BÖME megalakulásának 125. évfordulóján elhelyezett emléktábla a Szent István-bazilika déli kőkerítésén.
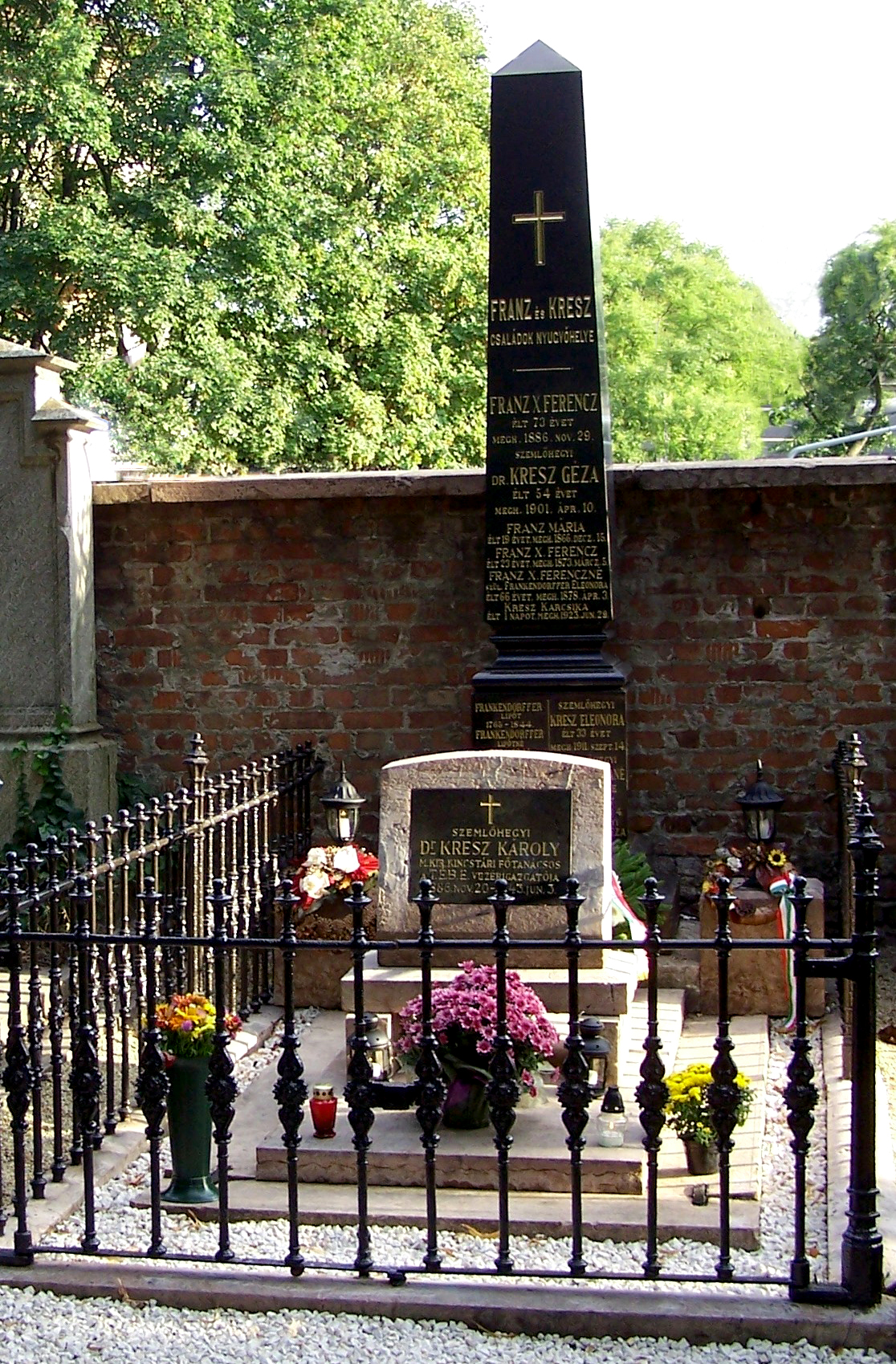
Kresz Géza sírja Budapesten. Fiumei úti sírkert: J. 212.

## Művei
- Elmeállapotok megvizsgálása. Államorvos 1879. 3. sz.
- Miként lehetne Budapest fővárosát jó, egészséges és megbízható tejjel s gyermek-tejjel ellátni? Budapest. Franklin Ny., 1883
- A tuberculosis és annak pusztítása ellen való védekezés, tekintettel hazánk és a főváros közegészségi viszonyaira. Budapest, Aigner, 1884
- Gyakorlati tapasztalatok a berlini közegészségi kiállításon. 1884
- Miként gátoljuk meg a gümőkór kifejlődését. Államorvos 1884. 7. sz.
- Első segély rögtöni baleseteknél az orvos megérkezéséig. Budapest. A szerző saját kiadása, 1884. és Budapest, Pesti Ny., 1885
- A mentés és első segély szervezése a fővárosban. Budapest. Athenaeum Ny., 1885.
- Adatok a croup, álcroup és a diphtheritis kezeléséhez, fő tekintettel a meleg gőzök ujabb sikeres helyi alkalmazására. Orvosi Hetilap 1885. 18 sz.
- Az 1885. évi Budapesti Országos Általános Kiállítás 28. csoportjának-Egészségügy-részletes katalógusa. Budapest. Pesti Nyomda, 1885. (összeállította)
- Táp- és élvezeti szerek és használati czikkek hamisítása. Budapest. Athenaeum Ny., 1885
- A VI. nemzetközi közegészségügyi és demografiai kongresszus kritikai méltatása. Budapest. Pallas Irodalmi és Nyomdai Rt., 1887
- Die Budapester freiwillige Rettungs-Gesellschaft von Dr. Géza Kresz. Budapest. Druck von Ignatz Schlesinger, 1888
- A Budapesti Önkéntes Mentő-Egyesület uj központi állomása. Budapest. Légrády Testvérek, 1891
- A cholera és az ellene való védekezés. Budapest. 1892
- A Budapesti Önkéntes Mentő-Egyesület 1887-1893. Budapest. Pesti Könyvnyomda, 1894
- Mikép lehetne kevés költséggel nagyobb városokban mentő-intézményeket létesiten i. In: A Magyar Orvosok és Természetvizsgálók 1899. augusztus 27-től 31-ig Szabadkán tartott XXX. vándorgyűlésének történeti vázlata és munkálatai. Budapest. Franklin, 1900